# Трускавчанка
«Трускавчанка» — народний ансамбль пісні й танцю у Трускавці, який діє при міському Палаці Культури імені Т. Г. Шевченка. Лавреат всеукраїнських та міжнародних фестивалів та конкурсів.

## Історія
Народний ансамбль «Трускавчанка» створений у 1968 році з метою збереження та розвитку української народної музики та пісні. Від 1979 року ансамбль діє при міському Палаці Культури імені Т. Г. Шевченка. Першим художнім керівником ансамблю був Заслужений діяч мистецтв УРСР Юліан Корчинський, хормейстер — Зеновій Хомишинець, який згодом став керівником ансамблю. Біля витоків ансамблю стояли хормейстер — Остап Сальва (згодом очолив народний хор «Лемківська студенка»), керівник оркестру — Петро Стародуб, балетмейстер — Едуард Щербанюк (згодом був балетмейстером Заслуженого Прикарпатського ансамблю пісні та танцю України «Верховина»).
Музика та пісні ансамблю «Трускавчанка» звучать в ефірах Національного телебачення України, а також на каналах Львівського телебачення, він єлавреатом всеукраїнських та міжнародних фестивалів та конкурсів. Ансамбль бере активну участь в урядових концертах, загальнодержавних культурно-мистецьких заходах, а також представляє Україну на важливих міжнародних мистецьких заходах. Ансамбль неодноразово брав участь у фестивалі «Віночок дружби» у Бобруйську.

## Платівки
- «Трускавецький сувенір», Видавець: «Мелодія», 1980[8]